# Belvézet
|  | Aquest article tracta sobre el municipi del Gard. Si cerqueu el municipi de Losera, vegeu «Belvezet». |

Bèuveser (occità) o Belvézet (francès) és un municipi francès, al departament del Gard (regió d'Occitània).